# Денисовець Юрій Миколайович
Денисовець Юрій Миколайович (нар. 7 травня 1988, м. Коростишів Житомирська область) — заступник голови Житомирської обласної державної адміністрації

## Освіта
Повна вища, 2011 р., Житомирський державний технологічний університет; 2019 р., Національна академія державного управління при Президентові України. Спеціальність: облік і аудит, публічне управління та адміністрування. Кваліфікація — спеціаліст з обліку і аудиту; ступінь вищої освіти магістр.

## Кар'єра
- У період з 09.2011 по 11.2015 працював спеціалістом І категорії фінансово-економічного відділу виконавчого комітету Коростишівської міської ради[джерело?].
- З 11.2015 по 12.2019 — заступник міського голови з питань діяльності виконавчих органів ради при виконавчому комітеті Коростишівської міської ради[джерело?].
- З 12.2019 по 02.2021 — голова Коростишівської райдержадміністрації Житомирської області.
- Депутат Коростишівської міської ради.[3]
- З 17.02..2021 по 4.10.2021 голова Житомирської районної державної адміністрації
- З 5.10.2021 заступник голови обласної державної адміністрації